# 22-Pistepirkko
22-Pistepirkko — финский музыкальный коллектив. Он был основан в 1980 году в Утаярви, в 1985 году участники переехали в Хельсинки. В настоящее время музыканты исполняют песни на английском языке, а в самом начале они пели на финском.
Ранние альбомы коллектива были вдохновлены рок-н-роллом и такими исполнителями, как Бо Диддли и The Sonics, но позднее 22-Pistepirkko испытали влияния иных стилей и разработали своё уникальное звучание. Сейчас они играют особую смесь поп-музыки, панка, рока и электроники и добились этого слияния, прежде чем его популяризировали такие артисты, как Primal Scream или Бек.
Во время европейского турне 22-Pistepirkko 2001 года их сопровождал режиссёр Андреас Хаанинг Кристиансен, который снял документальный фильм Sleep Good, Rock Well, выпущенный на DVD в 2005 году.

## Дискография

### Студийные альбомы
- Piano, rumpu ja kukka (1984)
- The Kings of Hong Kong (1987)
- Bare Bone Nest (1989)
- Big Lupu (1992)
- Rumble City, LaLa Land (1994)
- Zipcode (1996)
- Eleven (1998)
- Downhill City (1999)
- Rally of Love (2001)
- The Nature of 22-Pistepirkko (2002)
- Drops & Kicks (2005)
- (Well You Know) Stuff is like we yeah! (2008)
- Lime Green Delorean (2011)
- The Singles (2012)
- Kind Hearts Have a Run Run (2022)

### Альбомы кавер-версий
- Monochromeset (2006, под именем The Others)